# دورفوف
دورفوف (به آلمانی: Dörphof) یک شهر در آلمان است که در رندسبورگ-اکرنفورده واقع شده‌است. دورفوف ۷۴۴ نفر جمعیت دارد.